# 28th Street (Lexington Avenue Line)
28th Street is een station van de metro van New York aan de Lexington Avenue Line.